# 岩下豊彦
岩下 豊彦（いわした とよひこ、1933年1月5日 - 2018年5月27日）は、日本の心理学者。早稲田大学名誉教授。

## 略歴
岩手県盛岡市出身。早稲田大学文学部心理学科卒、同大学院博士課程中退、1969年「対人好悪感情の生起およびその認知の機制に関する基礎的研究」で文学博士。日本放送協会総合放送文化研究所勤務ののち、早大文学部助教授、教授、2004年定年、名誉教授。

## 著書
- 『社会的行動の心理学 個人と社会とのかかわり』川島書店 1977
- 『オスグッドの意味論とSD法』川島書店 1979
- 『SD法によるイメージの測定 その理解と実施の手引』川島書店 1983
- 『社会心理学』川島書店 1985
- 『対人好悪とその認知 意識心理学の実験的研究』金子書房 1988
- 『心理学』金子書房 1999

### 共著
- 『共感の心理学 人間関係の基礎』春木豊共編著 川島書店 1975

### 翻訳
- A.メーラビアン『ヒューマンスペース 臨床環境心理学による生活のデザイン』森川尚子共訳 川島書店 1981

## 論文
- <岩下豊彦